# Иван Бува
Иван Бува (Загреб, 6. мај 1991) хрватски је кошаркаш. Игра на позицијама крилног центра и центра, а тренутно наступа за Бешикташ.

## Успеси

### Клупски
- Широки:
  - Куп Босне и Херцеговине (1): 2014.